# 廃墟の歩き方
『廃墟の歩き方』（はいきょのあるきかた）は、廃墟愛好家栗原亨とその仲間たちが、すでに使用しなくなったものの今なお解体されずに残っている炭鉱、鉱山、病院、レジャー施設、工場、レジャー施設などを訪ねて写真に収めた写真集。2002年、2003年にイーストプレスから刊行され、それを観光ガイドのように編纂したもので、第一篇が「探索編」、第二編が「潜入編」と題されている。廃墟ブームの火付け役になった記念碑的な写真集である。
- 『廃墟の歩き方　探索篇』（2002年　イースト・プレス）　ISBN 9784872572896
- 『廃墟の歩き方2　潜入篇』（2003年　イースト・プレス）　ISBN 9784872573862